# Tom Piotrowski
Thomas Tracy "Tom" Piotrowski (West Chester, Pensilvania, 17 de octubre de 1970) es un exjugador de baloncesto estadounidense que jugó una temporada en la NBA. Con 2,16 metros de estatura, jugaba en la posición de pívot.

## Trayectoria deportiva

### Universidad
Jugó durante cuatro temporadas con los Explorers de la Universidad de La Salle, promediando en total 8,7 puntos y 4,8 rebotes por partido.

### Profesional
Fue elegido en la sexagésimo segunda posición del Draft de la NBA de 1983 por Portland Trail Blazers, donde tras ser despedido en un primer instante, fue contratado días más tarde, participando en 18 partidos en los que promedió 1,7 puntos.

## Estadísticas de su carrera en la NBA

### Temporada regular
| Temporada | Edad | Equipo                 | Liga | P  | TIT | MIN | TC  | TCA | %TC  | 3P  | 3PA | %3P | TL  | TLA | %TL   | R.OF. | R.DEF. | REB | ASIS | ROB | TAP | PER | FP  | PTS |
| 1983-84   | 23   | Portland Trail Blazers | NBA  | 18 | 0   | 4.3 | 0.7 | 1.4 | .462 | 0.0 | 0.0 |     | 0.3 | 0.3 | 1.000 | 0.3   | 0.6    | 0.9 | 0.3  | 0.1 | 0.2 | 0.3 | 1.2 | 1.7 |
| Total     |      |                        | NBA  | 18 | 0   | 4.3 | 0.7 | 1.4 | .462 | 0.0 | 0.0 |     | 0.3 | 0.3 | 1.000 | 0.3   | 0.6    | 0.9 | 0.3  | 0.1 | 0.2 | 0.3 | 1.2 | 1.7 |